# Пхи-Пхи-Ле

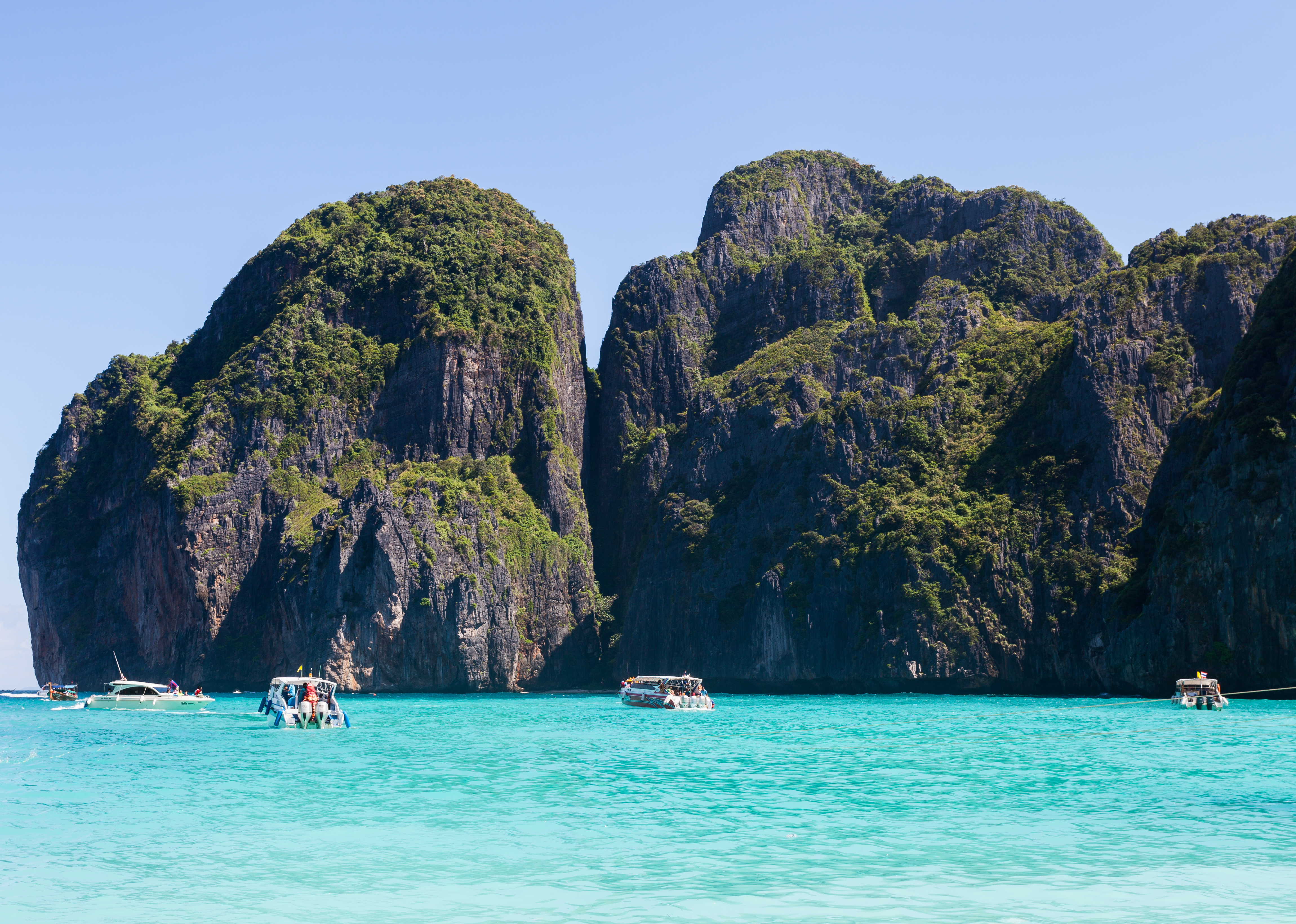
Залив Майя

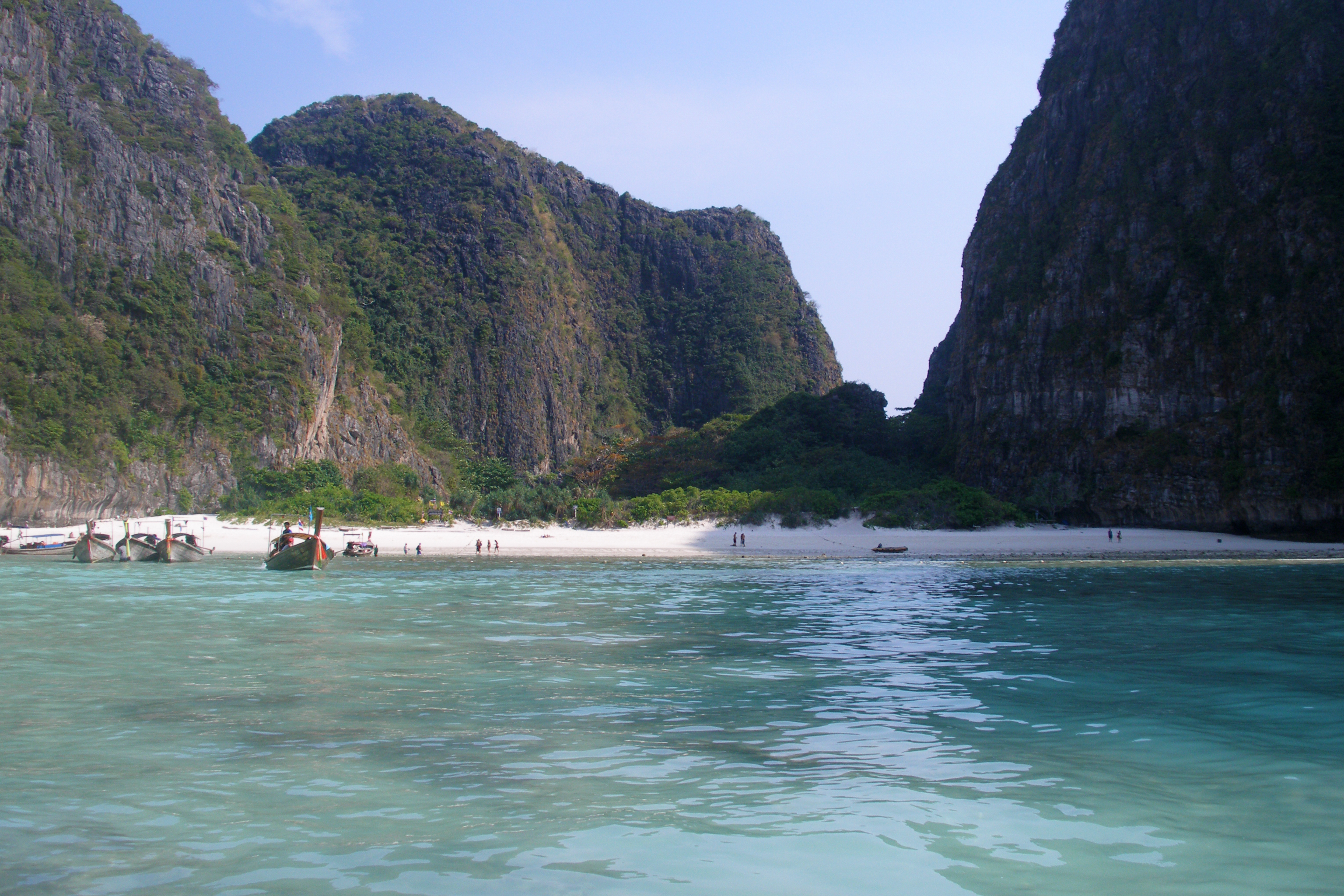
Панорама пляжа

Пхи-Пхи-Ле или Пхи-Пхи-Лей (тайск. เกาะพีพีเล) остров архипелага Пхи-Пхи, в Андаманском море. Входит в состав провинции Краби, Таиланд.

## География
Остров Пхи-Пхи Ле второй по величине после Пхи-Пхи-Дон остров архипелага Пхи-Пхи. Остров состоит из кольца крутых известняковых холмов, окружающих два неглубоких залива Майя Бэй и Лох Самах, небольшого мелкого фьорда Пи Лей с маленьким коралловым рифом у входа.

## Популярность

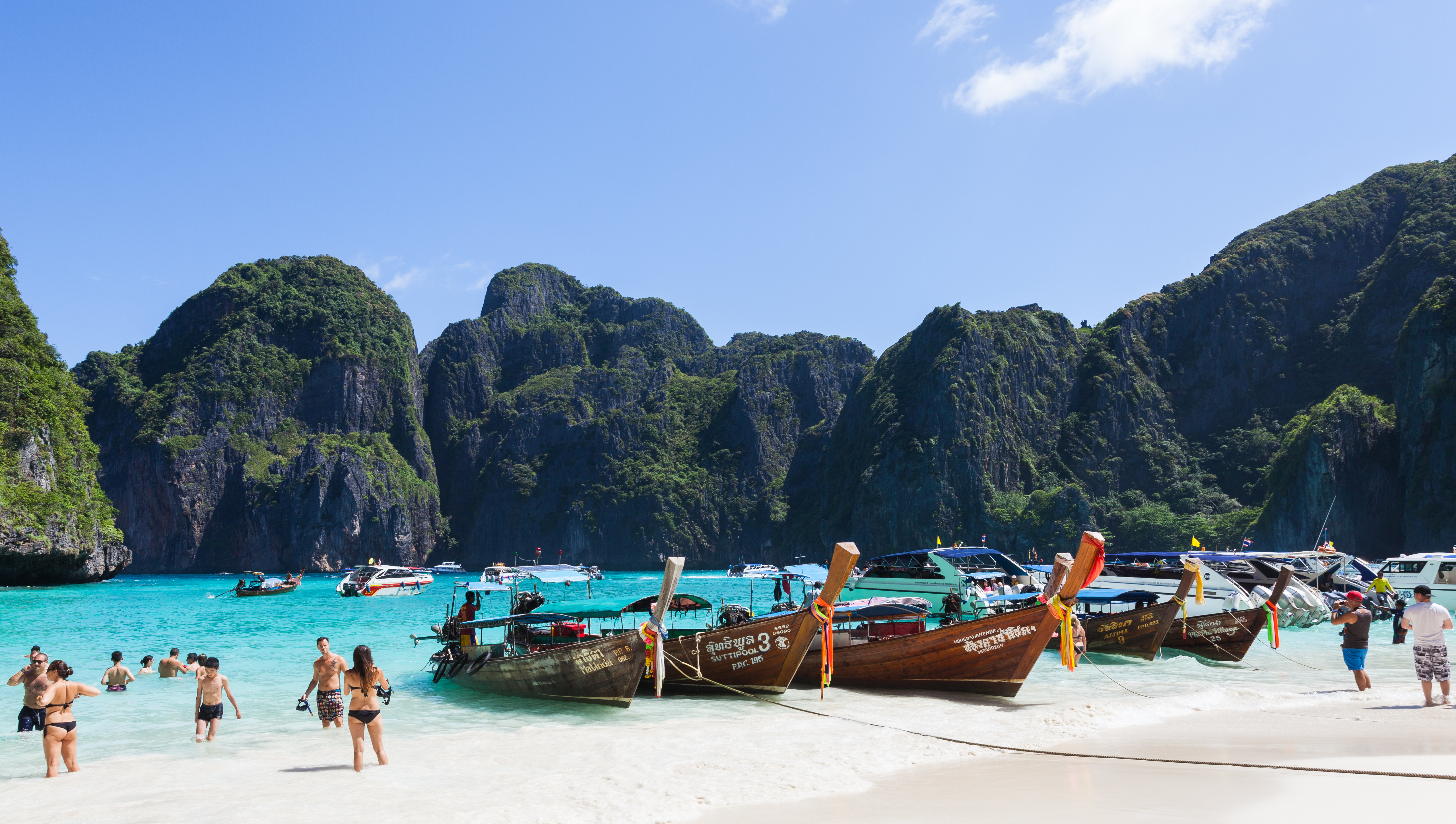
Пляж Майя Бэй

Майя Бэй популярное место для дайвинга. Известность острова возросла после 2000 года, когда на нём был снят фильм «Пляж». В путеводителе по Таиланду Lonely Planet указано, что цунами 2004 года значительно улучшило внешний вид Майя Бэй. Это было связано с тем, что высокие волны очистили пляж и убрали все деревья посаженные группой кинокомпании Фокс.
Основные места погружений Лох Самах, вход в Майя Бэй и залив Палонг, дайверы часто сочетают дайвинг на острове Пхи-Пхи-Ле с погружениями на Ко Бида Ной, скалистом образовании в 500 метрах к югу от Лох Самах.

## «Пляж»

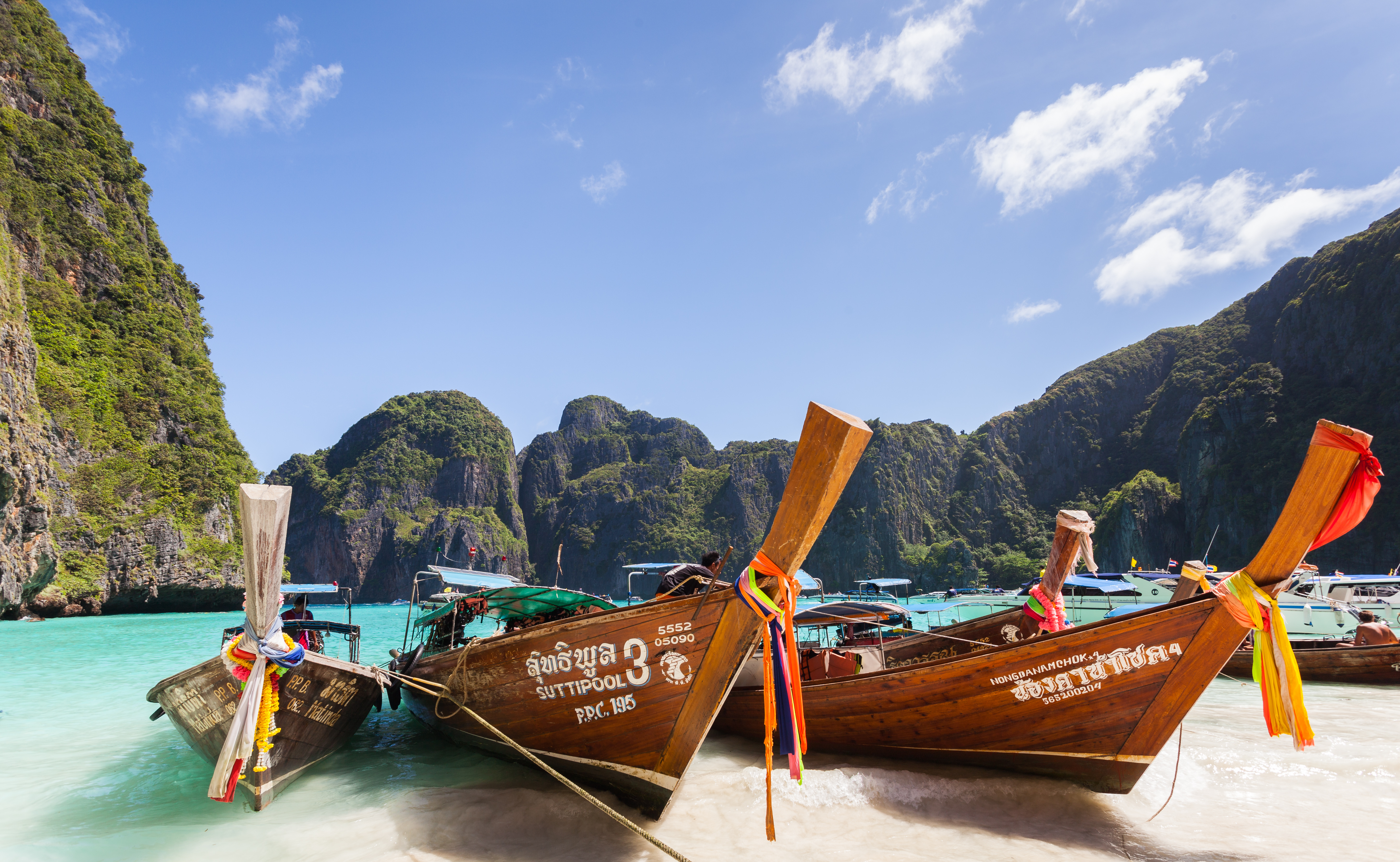
Длиннохвостые лодки на пляже Майя Бэй

Съёмки фильма «Пляж» сопровождались громкими скандалами из-за того, что по распоряжению руководства кинокомпании 20th Century Fox бульдозерами и экскаваторами был изменен естественный облик пляжей острова Пхи-Пхи-Ле. Это было сделано, чтобы пейзаж стал «более похожим на рай». Рабочие изменили рельеф песчаных дюн, убрали кокосовые деревья и траву, чтобы расширить пляж. Кинокомпания Фокс выделила средства на реконструкцию пляжа, однако иски были поданы, так как многие считали, что ущерб экосистеме необратимый и попытки восстановления не увенчались успехом.
Рассмотрение иска затянулось на годы. В 2006 году Верховный суд Таиланда подтвердил решение суда о том, что съёмки нанесли значительный вред окружающей среде, и распорядился провести оценку нанесённого ущерба. По делу были обвинены кинокомпания 20th Century Fox и некоторые тайские правительственные чиновники.

## Остров до и после 2004 года
До 2004 года Пхи-Пхи-Ле никак не развивался. Тем не менее, в настоящее время остров является частью национального парка Пхи-Пхи и в его развитие вложены средства. Планируется строительство бунгало на острове. С 2007 года с частных посетителей взимается плата за посещение в размере 200 батов с человека. На сентябрь 2017 года плата составляла 400 батов с человека. С июня 2017 года взимается плата с дайверов, погружающихся в водах парка, в размере 600 батов с дайвера. Пляжи острова оборудованы туалетами, снек-барами и кемпингом.
В связи с экологическими проблемами, с 2019 до 2021 года пляж закрыт для посещения туристами.